# IC 4268
IC 4268 ist eine elliptische Galaxie vom Hubble-Typ E im Sternbild Jagdhunde am Nordsternhimmel. Sie ist schätzungsweise 726 Millionen Lichtjahre von der Milchstraße entfernt.
Im selben Himmelsareal befinden sich u. a. die Galaxien IC 4269, PGC 2104981, PGC 2104490, PGC 2106199.
Das Objekt wurde am 10. Juli 1896 von Stéphane Javelle entdeckt.